# Rote Laterne (Heftromanserie)
Rote Laterne – Schicksale von der Straße der Liebe war eine von 1972 bis 1996 im Zauberkreis Verlag in Rastatt erscheinende Heftromanserie, die im Prostituiertenmilieu angesiedelt war.

## Geschichte
Mitte der 1970er Jahre stand der deutsche Heftroman in Blüte, zahlreiche Titel erschienen wöchentlich und füllten die Zeitschriftenstände und diverse Genres (Liebesroman, Arztroman, Heimatroman, Adelsroman, Krimi, Science-Fiction etc.) bedienten die unterschiedlichen Leserinteressen. Sexualität blieb dabei allerdings ausgeklammert. Zu diesem Zeitpunkt entstand im Zauberkreis Verlag das Konzept einer Liebes-Heftromanserie, die im Prostituiertenmilieu spielen sollte. Entwickelt wurde die Idee von den beiden Lektorinnen Renate Deliga und Heidi Kölmel und den Autoren Gisela Friebel und Harald M. Landgraf. Die beiden Letzteren wurden unter den Pseudonymen Gisela de Fries bzw. Lisa Thomsen Hauptautoren der Serie, insbesondere Friebel, die für die Rote Laterne 300 Romane schrieb. Nachdem die Gruppe den Verleger Dietmar Greiser von ihrem Konzept hatte überzeugen können, erschienen 1975 die ersten Hefte, wobei einige von Friebel zuvor schon in der Reihe Gold-Roman erschienene Titel in die Reihe integriert wurden.
Es stellte sich heraus, dass die Serie überaus erfolgreich war. Schließlich erschien sie in drei Auflagen, wurde übersetzt und erschien in den USA als Red Lantern. Auch in anderen Sprachen (Finnisch, Schwedisch) erschienen Übersetzungen.
Einen ersten Schlag musste die Serie hinnehmen, als die Hauptautorin Gisela Friebel 1983 an Krebs erkrankte und zunehmend seltener als Autorin der Serie erschien.
Dann wurde 1985 der Zauberkreis Verlag vom Rastatter Konkurrenten Pabel Verlag gekauft. Als der Chefredakteur des Pabel Verlags 1986 bei einem Autounfall starb, wurde ein Großteil der Serien eingestellt und auch für erfolgreiche Serien wie die Rote Laterne wurden die Produktions- und Marktbedingungen zunehmend schwieriger, auch durch die Konkurrenz des Taschenbuchs. 1996 wurden die Pabel-Serien dann von der Verlagsgruppe Bauer, zu der Pabel durch eine Folge von Verlagsfusionen schon längst gehörte, abrupt eingestellt, bis auf einige Erfolgsserien wie Perry Rhodan und Der Landser. Die Rote Laterne gehörte nicht zu diesen Ausnahmen. Die letzten neuen Titel waren 1992 erschienen.
2013 gelang es dem Autor Harald M. Landgraf, inzwischen Inhaber der HLM Medienagentur in Nürnberg, die Serienrechte zu erwerben. Seither erscheinen Titel der Roten Laterne als E-Book bei HLM, zunächst vor allem Titel Landgrafs (als Lisa Thomsen). Die Rechte an den Titeln der Hauptautorin Friebel konnten nicht geklärt werden, weshalb eine vollständige Neuauflage der Reihe Landgraf zufolge vorerst nicht möglich ist. Allerdings sind seit 2018 Titel der Subserie Schicksale im Haus an der Ecke von Friebel unter dem Autorennamen G. S. Friebel als E-Books mit wechselnden Verlagsangaben (teils Publikationsdienstleistern) neu aufgelegt worden.

## Autoren
Die Autoren der Serie schrieben überwiegend unter Pseudonym, wobei nicht alle Pseudonyme aufgelöst werden konnten. Die Autoren waren:
- Dieter Adam
- Carina Castello (= Walter Appel)
- Gisela de Fries (= Gisela Friebel)
- Theo Dombrowski
- Berthold Garden
- Simone Gilbert
- Uwe Helmut Grave
- Frank Herbert
- Alexandra Hofmann
- Eva Jordan
- Anne Karen (= Friedrich Tenkrat)
- Henry Seymour
- Alexander Stahl
- Lisa Thomsen (= Harald M. Landgraf)
- Betty Winter
- Harald M. Wippenbeck (= Harald M. Landgraf ?)

## Liste der Titel
Abkürzungen:
| GR  | zuvor als Gold-Roman erschienen (mit Reihennummer)                                                                  |
| GVF | Eine ganz verrückte Firma (Subserie)                                                                                |
| SHE | Schicksale im Haus an der Ecke / Eckhaus Nr. 7 (Subserie); die angegebenen Nummern beziehen sich auf die Neuauflage |

Zweifelhafte Titel sind mit Fragezeichen markiert. Angegebene Alternativtitel beziehen sich auf die Neuausgaben der Subserie Schicksale im Haus an der Ecke.
| Nr. | Autor                | Titel                                                                       | Bem.     | Jahr |
| --- | -------------------- | --------------------------------------------------------------------------- | -------- | ---- |
| 001 | Gisela de Fries      | Sündiger Engel Eva                                                          | GR 1180  | 1972 |
| 002 | Gisela de Fries      | Auf der Flucht vor dem Laster                                               | GR 1207  |      |
| 003 | Gisela de Fries      | Treu in tiefster Not (?)                                                    | GR 1174  |      |
| 004 | Gisela de Fries      | Ein goldenes Herz zwischen Sex und Verbrechen                               |          | 1976 |
| 005 | Gisela de Fries      | Von einem Gigolo erpreßt                                                    |          | 1976 |
| 006 | Gisela de Fries      | Sündige Nächte                                                              | GR 1196  |      |
| 007 | Gisela de Fries      | Von der Sünde gezeichnet, aber nicht verloren                               | GR 1219  |      |
| 008 | Gisela de Fries      | Sie war ihm hörig                                                           |          |      |
| 009 | Gisela de Fries      | In den Händen eines Teufels                                                 | GR 1228  |      |
| 010 | Gisela de Fries      | Die Liebe besiegt das Laster                                                | GR 1232  |      |
| 011 | Gisela de Fries      | Die Dame am Fenster                                                         | GR 1235  |      |
| 012 | Gisela de Fries      | Service mit Herz mit Gaby                                                   | GR 1239  |      |
| 013 | Gisela de Fries      | Ein Engel auf dem Weg der Sünde                                             |          |      |
| 014 | Gisela de Fries      | Sklavin des Teufels                                                         | GR 1247  |      |
| 015 | Gisela de Fries      | Mit einem Schritt ins Verderben                                             | GR 1251  |      |
| 016 | Harald M. Wippenbeck | Die Jungfrau und ihr Verführer                                              | GR 1255  |      |
| 017 | Gisela de Fries      | Flucht aus dem gläsernen Haus                                               | GR 1259  |      |
| 018 | Gisela de Fries      | Auch Engel müssen weinen                                                    |          |      |
| 019 | Gisela de Fries      | Liebe und Gefahr in Amsterdam                                               | GR 1267  |      |
| 020 | Gisela de Fries      | Ein neues Leben für Gina Verhoven                                           | GR 1271  |      |
| 021 | Gisela de Fries      | Das süße wilde Leben                                                        |          |      |
| 022 | Gisela de Fries      | Das Vermächtnis einer Dirne                                                 | GR 1279  |      |
| 023 | Gisela de Fries      | In ein fremdes Land entführt                                                | GR 1283  |      |
| 024 | Lisa Thomsen         | Wer kennt das Herz einer Frau                                               | GR 1287  |      |
| 025 | Gisela de Fries      | Es begann auf dem Rummelplatz                                               | GR 1291  |      |
| 026 | Gisela de Fries      | Ein Millionenerbe für Julia                                                 |          |      |
| 027 | Gisela de Fries      | Der Liebestraum von Istanbul                                                | GR 1299  |      |
| 028 | Gisela de Fries      | Die Freundin des neuen „Königs“                                             | GR 1303  |      |
| 029 | Gisela de Fries      | Das Geheimnis der Dirne Patricia                                            | GR 1307  |      |
| 030 | Gisela de Fries      | Ein Goldkätzchen sucht die wahre Liebe                                      | GR 1311  |      |
| 031 | Gisela de Fries      | Das Glück liegt auf der anderen Seite                                       |          |      |
| 032 | Gisela de Fries      | Die Rennbahnmieze                                                           | GR 1319  |      |
| 033 | Gisela de Fries      | Mit fremden Herzen spielt man nicht                                         | GR 1323  |      |
| 034 | Henry Seymour        | Lilien blühen auch im Sumpf                                                 |          | 1975 |
| 035 | Gisela de Fries      | Es begann in der Bar „Zur Mausefalle“                                       |          |      |
| 036 | Gisela de Fries      | Sündiger Engel Eva                                                          | GR 1180  | 1975 |
| 037 | Gisela de Fries      | Lockvogel wider Willen                                                      |          | 1975 |
| 038 | Henry Seymour        | Aufregende Nächte in Acapulco                                               |          | 1975 |
| 039 | Gisela de Fries      | Solotänzerin im Pussy Kate                                                  |          | 1975 |
| 040 | Gisela de Fries      | Auf der Flucht vor dem Laster                                               |          | 1976 |
| 041 | Gisela de Fries      | Jutta und das Gaunerteam                                                    |          | 1976 |
| 042 | Gisela de Fries      | Ein bitterer Weg aus der Hölle                                              |          | 1976 |
| 043 | Gisela de Fries      | Als das süße Leben lockte                                                   |          | 1976 |
| 044 | Gisela de Fries      | Goldenes Herz zwischen Sex und Verbrechen                                   |          | 1976 |
| 045 | Gisela de Fries      | Das Callgirl und der Diplomat                                               |          | 1976 |
| 046 | Gisela de Fries      | In den Fängen des Lasters                                                   | GR 1157  | 1976 |
| 047 | Gisela de Fries      | Ihr letzter Ausweg, die käufliche Liebe                                     |          | 1976 |
| 048 | Henry Seymour        | Sandra, ein Engel im Höllenfeuer                                            |          | 1976 |
| 049 | Gisela de Fries      | Masseuse mit Charme gesucht                                                 |          | 1976 |
| 050 | Gisela de Fries      | Tamara – ein Gastgeschenk für Skou                                          |          | 1976 |
| 051 | Gisela de Fries      | Sündige Nächte                                                              |          | 1976 |
| 052 | Gisela de Fries      | Von allen verachtet – und doch geliebt                                      |          | 1976 |
| 053 | Alexandra Hofmann    | Sie ging für ihn auf den Strich                                             |          | 1976 |
| 054 | Gisela de Fries      | Zum Tee bei Edeldirne Natascha                                              |          | 1976 |
| 055 | Gisela de Fries      | Von einem Gigolo erpreßt                                                    |          | 1976 |
| 056 | Gisela de Fries      | Unschuldig dem Laster ausgeliefert                                          |          | 1976 |
| 057 | Gisela de Fries      | Tödliche Gefahr für Colette                                                 |          | 1976 |
| 058 | Eva Jordan           | Erfolglos auf der Liebesstraße                                              |          | 1976 |
| 059 | Gisela de Fries      | Das Tagebuch der Dirne Clarisse                                             |          | 1976 |
| 060 | Gisela de Fries      | Ein leichtes Mädchen nur für einen Mann                                     |          | 1976 |
| 061 | Henry Seymour        | Manuela – ein Callgirl auf der Flucht                                       |          | 1976 |
| 062 | Gisela de Fries      | Sie schwor allen Männern Rache                                              |          | 1976 |
| 063 | Gisela de Fries      | Die Warenhaus-Amsel                                                         |          | 1976 |
| 064 | Eva Jordan           | Lockende Gefahr für blonde Mädchen                                          |          | 1976 |
| 065 | Gisela de Fries      | Ein junges Herz im Teufelskreis                                             |          | 1976 |
| 066 | Gisela de Fries      | Bewacht in einem goldenen Käfig                                             |          | 1977 |
| 067 | Gisela de Fries      | Sie nahm das Geld – aber sie suchte Liebe                                   |          | 1977 |
| 068 | Gisela de Fries      | Gisela – der Star des rollenden Bordells                                    |          | 1977 |
| 069 | Gisela de Fries      | Lockspitzel Brenda                                                          |          | 1977 |
| 070 | Henry Seymour        | Im Garten der himmlischen Genüsse                                           |          | 1977 |
| 071 | Eva Jordan           | Blonde Bienen im Pulverschnee                                               |          | 1977 |
| 072 | Gisela de Fries      | Drei 'feine' Damen mach Urlaub in Meran                                     |          | 1977 |
| 073 | Alexandra Hofmann    | Blondie und die Kidnapper                                                   |          | 1977 |
| 074 | Gisela de Fries      | Auch das Strippen will gelernt sein                                         |          | 1977 |
| 075 | Gisela de Fries      | Sie war nicht für den Strich geboren                                        |          | 1977 |
| 076 | Gisela de Fries      | Blonde Urlaubspartnerin gesucht                                             |          | 1977 |
| 077 | Henry Seymour        | Heiße Nächte auf Haiti                                                      |          | 1977 |
| 078 | Henry Seymour        | Linda hat die Liebe satt                                                    |          | 1977 |
| 079 | Gisela de Fries      | Engel fallen tief (1. Teil)                                                 |          | 1977 |
| 080 | Gisela de Fries      | Engel fallen tief (2. Teil)                                                 |          | 1977 |
| 081 | Henry Seymour        | Scheidungsgrund: Ein Freudenmädchen                                         |          | 1977 |
| 082 | Gisela de Fries      | Gefangene der Lust                                                          |          | 1977 |
| 083 | Henry Seymour        | Das seltsame Medaillon der Dirne Linda                                      |          | 1977 |
| 084 | Gisela de Fries      | Die wilden Nächte von Paris                                                 |          | 1977 |
| 085 | Gisela de Fries      | Vom Leben betrogen                                                          |          | 1977 |
| 086 | Henry Seymour        | Prinzessin der Sünde                                                        |          | 1977 |
| 087 | Gisela de Fries      | Benzinmieze Paula                                                           |          | 1977 |
| 088 | Gisela de Fries      | Ein fremder Vogel im Revier                                                 |          | 1977 |
| 089 | Gisela de Fries      | Das Tiger-Miezerl von Wien                                                  |          | 1977 |
| 090 | Alexandra Hofmann    | Ein zweifelhaftes Angebot für Monika                                        |          | 1977 |
| 091 | Henry Seymour        | Immer nur lächeln, Mei-Ling                                                 |          | 1977 |
| 092 | Gisela de Fries      | Ein süßes Häschen in der Großstadt                                          |          | 1977 |
| 093 | Gisela de Fries      | Das gefährliche Spiel einer Katze                                           |          | 1977 |
| 094 | Henry Seymour        | Sie wollte der Hölle entfliehen                                             |          | 1977 |
| 095 | Gisela de Fries      | Sie wollten alle Eddas Liebeslohn                                           |          | 1977 |
| 096 | Gisela de Fries      | Prinzessin Strichschwalbe                                                   |          | 1977 |
| 097 | Gisela de Fries      | Lockvogel Jenny                                                             |          | 1977 |
| 098 | Gisela de Fries      | Der Schritt in den Abgrund                                                  |          | 1977 |
| 099 | Dieter Adam          | Ein Callgirl darf nicht weinen                                              |          | 1977 |
| 100 | Henry Seymour        | Ein Ölscheich war der letzte Freier                                         |          | 1977 |
| 101 | Gisela de Fries      | Seltsame Nächte im Haus am Fluß                                             |          | 1977 |
| 102 | Gisela de Fries      | Zu Liebesdiensten gezwungen                                                 |          | 1977 |
| 103 | Henry Seymour        | Revolte der Dirnen                                                          |          | 1977 |
| 104 | Gisela de Fries      | Die Rote Helga vom Crazy Sexy                                               |          | 1977 |
| 105 | Dieter Adam          | Leilas Hochzeit findet nicht statt                                          |          | 1978 |
| 106 | Gisela de Fries      | Das Laster kam im Schafspelz                                                |          | 1978 |
| 107 | Gisela de Fries      | Ein blondes Täubchen für Ben Mohammed                                       |          | 1978 |
| 108 | Henry Seymour        | Angela – eine Dirne mit Herz                                                |          | 1978 |
| 109 | Gisela de Fries      | Jagd auf Callgirls                                                          |          | 1978 |
| 110 | Gisela de Fries      | Oma Krauses reizende Töchter                                                |          | 1978 |
| 111 | Simone Gilbert       | Sie erlag dem Charme des Zuhälters                                          |          | 1978 |
| 112 | Gisela de Fries      | Reich mußten ihre Kunden sein                                               |          | 1978 |
| 113 | Henry Seymour        | Sabrina die Sanfte am Waikiki-Strand                                        |          | 1978 |
| 114 | Gisela de Fries      | Hallo, ich bin ihre Ehe-Hostess                                             |          | 1978 |
| 115 | Gisela de Fries      | Sie besiegte einen Casanova                                                 |          | 1978 |
| 116 | Gisela de Fries      | Puppchen, die mit dem Engelsgesicht                                         |          | 1978 |
| 117 | Lisa Thomsen         | Serena – das Mädchen vom Hafen                                              |          | 1978 |
| 118 | Dieter Adam          | Sklavinnen im Paradies                                                      |          | 1978 |
| 119 | Gisela de Fries      | Neue Konkurrenz für die Strichbienen                                        |          | 1979 |
| 120 | Gisela de Fries      | Ein Heiratsversprechen lockte sie in die Falle                              |          | 1979 |
| 121 | Henry Seymour        | Selena – das Callgirl von Rio                                               |          | 1979 |
| 122 | Gisela de Fries      | Silvi, Freundin des Lockvogels                                              |          | 1979 |
| 123 | Gisela de Fries      | König Heinrich und seine Miezen                                             |          | 1979 |
| 124 | Lisa Thomsen         | Letzte Grüße aus Amsterdam                                                  |          | 1979 |
| 125 | Gisela de Fries      | Einsame Mädchen sind leichte Beute                                          |          | 1979 |
| 126 | Gisela de Fries      | Ella und der Gauner Zappel                                                  |          | 1979 |
| 127 | Gisela de Fries      | Der lockende Ruf des Guru (1. Teil)                                         |          | 1979 |
| 128 | Gisela de Fries      | Der lockende Ruf des Guru (2. Teil)                                         |          | 1979 |
| 129 | Henry Seymour        | Gefährlicher Anruf für Bordsteinschwalben                                   |          | 1979 |
| 130 | Gisela de Fries      | Renate – Geheimtip der Manager                                              |          | 1979 |
| 131 | Gisela de Fries      | Lockende Sünde und dann?                                                    |          | 1979 |
| 132 | Gisela de Fries      | Der 'Tiger' fand sie auf dem Rummelplatz                                    |          | 1979 |
| 133 | Lisa Thomsen         | Camping-Daggys letzter Kunde                                                |          | 1979 |
| 134 | Gisela de Fries      | Startülle Pia auf der Flucht                                                |          | 1979 |
| 135 | Gisela de Fries      | Die Strandmieze                                                             |          | 1979 |
| 136 | Henry Seymour        | Ein neues Girl für den Bosse                                                |          | 1979 |
| 137 | Gisela de Fries      | Das Doppelleben der Dame Eros                                               |          | 1979 |
| 138 | Gisela de Fries      | Eva, Braut eines ‘Sonderbaren‘                                              |          | 1979 |
| 139 | Gisela de Fries      | Evelyn und der Trick des 'einsamen' Mannes                                  |          | 1979 |
| 140 | Gisela de Fries      | Animiermädchen Pia macht Karriere                                           |          | 1979 |
| 141 | Henry Seymour        | Die weiße Villa war eine Falle                                              |          | 1979 |
| 142 | Gisela de Fries      | Gisa läßt den Playboy tanzen                                                |          | 1979 |
| 143 | Gisela de Fries      | Puppe Renate und ihr warmes Nestchen                                        |          | 1979 |
| 144 | Harald M. Wippenbeck | Die Engel vom Paradies-Club                                                 |          | 1979 |
| 145 | Gisela de Fries      | Astrid – die Brummi-Braut                                                   |          |      |
| 146 | Gisela de Fries      | Irma läßt die Bubis zappeln                                                 |          |      |
| 147 | Eva Jordan           | In dunklen Nächten lauert die Gefahr                                        |          |      |
| 148 | Gisela de Fries      | Typen, die das große Geld bringen                                           |          |      |
| 149 | Gisela de Fries      | Rubel rollen für die Liebe                                                  |          |      |
| 150 | Henry Seymour        | Lockvogel in der Flamingo-Bar                                               |          |      |
| 151 | Henry Seymour        | Die kesse Lola lebt gefährlich                                              |          |      |
| 152 | Gisela de Fries      | Evelin – Windmädchen unterm Kreuz des Südens                                |          |      |
| 153 | Eva Jordan           | Tödliche Gefahr auf dem letzten Strich                                      |          |      |
| 154 | Gisela de Fries      | Häschen im Flora-Salon                                                      |          |      |
| 155 | Gisela de Fries      | Olga, die flotte Biene von Nr. 7                                            | SHE      |      |
| 156 | Gisela de Fries      | Neue Miezen für den Snob (1. Teil)                                          |          |      |
| 157 | Gisela de Fries      | Neue Miezen für den Snob (2. Teil)                                          |          |      |
| 158 | Henry Seymour        | Fiona – Liebesamsel auf der Princess-Street                                 |          |      |
| 159 | Gisela de Fries      | Heiße Liebe im Eros-Bus                                                     |          |      |
| 160 | Gisela de Fries      | Tolles Geschäft für Bardame Doris                                           |          |      |
| 161 | Henry Seymour        | Consuela, hübsche Amorosa von Mexico                                        |          |      |
| 162 | Gisela de Fries      | Jolly – neue Puppe                                                          |          |      |
| 163 | Gisela de Fries      | Die flotte Lina – Irrtum des Zuhälterkönigs                                 |          |      |
| 164 | Gisela de Fries      | Die Neue des Pierre Delmont                                                 |          |      |
| 165 | Gisela de Fries      | Tamara lockt den Dealer in die Falle                                        |          |      |
| 166 | Henry Seymour        | Callgirl Gaby gewinnt das letzte Spiel                                      |          |      |
| 167 | Gisela de Fries      | Drei im Haus der roten Hexen                                                |          |      |
| 168 | Gisela de Fries      | Rose – Lady des Strichs                                                     |          |      |
| 169 | Gisela de Fries      | Rauschendes Abschiedsfest im Dirnentreff                                    |          |      |
| 170 | Eva Jordan           | Heißer Tip aus dem Kolibri-Klub                                             |          |      |
| 171 | Henry Seymour        | Zuckerpuppe Wilma – heiß umworben                                           |          |      |
| 172 | Gisela de Fries      | Fabienne trickst den Boß aus                                                |          |      |
| 173 | Gisela de Fries      | Ahnungslos ging sie in die Falle                                            |          |      |
| 174 | Gisela de Fries      | Aufregung um Werners neue Eros-Mieze                                        | 1980 (?) |      |
| 175 | Gisela de Fries      | Conny – Startülle auf dem Nobelstrich                                       |          |      |
| 176 | Gisela de Fries      | Eine Dirne macht Urlaub                                                     |          |      |
| 177 | Gisela de Fries      | Zwanzig Freier für die sanfte Wilma                                         |          |      |
| 178 | Gisela de Fries      | Gerdy – Betthäschen für Sonderwünsche                                       |          |      |
| 179 | Henry Seymour        | Dolores – süßes Girl vom „Chicken Shack“                                    |          |      |
| 180 | Gisela de Fries      | Matrosenliebchen Gina                                                       |          |      |
| 181 | Gisela de Fries      | Klasse-Tülle Jennifer läßt sich nicht ködern                                |          | 1981 |
| 182 | Gisela de Fries      | Kesse Typen auf dem Liebesmarkt                                             |          |      |
| 183 | Henry Seymour        | SOS-Ruf aus dem Haus der Lotosblüte                                         |          |      |
| 184 | Gisela de Fries      | Treffpunkt im Sex-Shop                                                      |          | 1981 |
| 185 | Gisela de Fries      | Rosemarie – flotte Biene vom Land                                           |          |      |
| 186 | Gisela de Fries      | Strichmieze Lisbeth und der Rosenkavalier                                   |          | 1981 |
| 187 | Gisela de Fries      | Ein heißer Strip für den Königsluden                                        |          | 1981 |
| 188 | Gisela de Fries      | Alarm im Dirnenrevier                                                       |          |      |
| 189 | Lisa Thomsen         | Bordsteinschwalben – südwärts bitte                                         |          |      |
| 190 | Gisela de Fries      | Leonie, eine Dame für besondere Gäste                                       |          |      |
| 191 | Henry Seymour        | Aus Enttäuschung zum Callgirl geworden                                      |          |      |
| 192 | Gisela de Fries      | Arianes Abenteuer im Sündenviertel                                          |          |      |
| 193 | Gisela de Fries      | Hübsche Bienen zappeln an Oskars Angel                                      |          |      |
| 194 | Gisela de Fries      | Zu wenig Mädchen im Bordell                                                 |          |      |
| 195 | Henry Seymour        | Feierabend für Zuhälter                                                     |          |      |
| 196 | Gisela de Fries      | Maja und der geheimnisvolle Koffer                                          |          |      |
| 197 | Betty Winter         | Lockvögel für den Dirnenmörder                                              |          |      |
| 198 | Gisela de Fries      | Endstation Freudenhaus                                                      |          |      |
| 199 | Dieter Adam          | Jenny zwischen Ruhm und käuflicher Liebe                                    |          |      |
| 200 | Gisela de Fries      | Flucht aus dem Dschungel des Lasters                                        |          |      |
| 201 | Gisela de Fries      | Eine ganz verrückte Firma: Schäferstündchen im Hotel Tropica                | GVF      |      |
| 202 | Gisela de Fries      | Eine ganz verrückte Firma: Eros-Kätzchen Julia mietet einen Verlobten       | GVF      |      |
| 203 | Gisela de Fries      | Startülle als Schutzengel auf Zeit                                          |          |      |
| 204 | Gisela de Fries      | Evelyn verhindert Hugos Beutezug                                            |          |      |
| 205 | Dieter Adam          | Gangster jagen fesche Goldkäfer                                             |          |      |
| 206 | Gisela de Fries      | Liebesgeschäfte auf Kuba                                                    |          |      |
| 207 | Gisela de Fries      | Turbulente Nacht auf der Miezenpromenade                                    |          |      |
| 208 | Gisela de Fries      | Gefährliche Bootsfahrts der Liebesamseln                                    |          |      |
| 209 | Gisela de Fries      | Linsen-Tilly macht die Männer scharf                                        |          |      |
| 210 | Gisela de Fries      | Die Laubenpiepertülle                                                       |          |      |
| 211 | Gisela de Fries      | Blondes Gift fürs Herrenzimmer                                              |          |      |
| 212 | Gisela de Fries      | Die Aussteigerin                                                            |          |      |
| 213 | Gisela de Fries      | Auf Anschaffe für einen Zwerg                                               |          |      |
| 214 | Gisela de Fries      | Der unheimliche Freier                                                      |          |      |
| 215 | Gisela de Fries      | Ein Sternchen für den Strich                                                |          |      |
| 216 | Henry Seymour        | Den Luden hereingelegt                                                      |          | 1982 |
| 217 | Gisela de Fries      | Kleine Wolke als Dessert                                                    |          | 1982 |
| 218 | Gisela de Fries      | Vier Tüllen und ein toter Lude                                              |          | 1982 |
| 219 | Henry Seymour        | Susi von der „Galaxy Model Agentur“                                         |          | 1982 |
| 220 | Gisela de Fries      | Opas Sexnotstand                                                            |          | 1982 |
| 221 | Gisela de Fries      | Bianca kommt – Eine ganz verrückte Firma                                    | GVF      | 1982 |
| 222 | Gisela de Fries      | Brandungsliebe                                                              |          | 1982 |
| 223 | Gisela de Fries      | Harro, der Unglückslude                                                     |          | 1982 |
| 224 | Gisela de Fries      | Die Hotelmiezen                                                             |          | 1982 |
| 225 | Lisa Thomsen         | Das rosarote Palais                                                         |          | 1982 |
| 226 | Gisela de Fries      | Startülle Karla stellt den Dirnenmörder                                     |          | 1982 |
| 227 | Gisela de Fries      | Zerbrochene Blume des Orients                                               |          | 1982 |
| 228 | Henry Seymour        | Dirne auf Schmuggelschiffen                                                 |          | 1982 |
| 229 | Gisela de Fries      | Im Eroshaus ist der Teufel los                                              |          | 1982 |
| 230 | Harald M. Wippenbeck | Eine Dirne erbt nur Ärger                                                   |          | 1982 |
| 231 | Gisela de Fries      | Hausdame bei Hammerfred                                                     |          | 1982 |
| 232 | Gisela de Fries      | Dietwolfs Geburtstagsgeschenk                                               |          | 1982 |
| 233 | Henry Seymour        | Biene mit Hang zur Liebe                                                    |          | 1982 |
| 234 | Gisela de Fries      | Gesellschafterin hat Termine frei                                           |          | 1982 |
| 235 | Dieter Adam          | Marions letzte Party                                                        |          | 1982 |
| 236 | Gisela de Fries      | Kraft für einen ganzen Verein                                               |          | 1982 |
| 237 | Gisela de Fries      | Das Palmenkätzchen                                                          |          | 1982 |
| 238 | Gisela de Fries      | Das Girl in der Pin-up-Show                                                 |          |      |
| 239 | Henry Seymour        | Der schöne Ari schafft sie alle                                             |          |      |
| 240 | Gisela de Fries      | Die Misthaufen-Lady                                                         |          |      |
| 241 | Henry Seymour        | Cindys Wild-West-Show                                                       |          |      |
| 242 | Gisela de Fries      | Hochzeit im Dirnenhaus – Eine ganz verrückte Firma                          | GVF      | 1983 |
| 243 | Dieter Adam          | Verschleppt nach Santa Anna                                                 |          |      |
| 244 | Gisela de Fries      | Flaschen-Meta gerät ins feine Milieu                                        |          |      |
| 245 | Gisela de Fries      | Kalt bis ans Herz                                                           |          |      |
| 246 | Harald M. Wippenbeck | Ball der einsamen Herzen                                                    |          |      |
| 247 | Henry Seymour        | Schneebienen inkognito                                                      |          |      |
| 248 | Gisela de Fries      | Startülle auf Zeit                                                          | SHE      | 1984 |
| 249 | Gisela de Fries      | In falsche Arme geraten                                                     |          | 1984 |
| 250 | Henry Seymour        | Blanche – die schwarze Sünderin                                             |          | 1984 |
| 251 | Gisela de Fries      | Arischa und die 15 Moralapostel                                             |          | 1984 |
| 252 | Gisela de Fries      | Verwechslung im Kontakthof                                                  |          | 1984 |
| 253 | Gisela de Fries      | Arischa macht Liebe in Alaska                                               |          | 1984 |
| 254 | Gisela de Fries      | Die Verräterin                                                              | SHE      | 1984 |
| 255 | Gisela de Fries      | Arischa läßt anschaffen                                                     |          | 1984 |
| 256 | Henry Seymour        | Für eine Prise Koks                                                         |          | 1984 |
| 257 | Gisela de Fries      | Arischa läßt anschaffen                                                     |          | 1984 |
| 258 | Gisela de Fries      | Die neuen Supermädchen                                                      |          | 1984 |
| 259 | Gisela de Fries      | Arischa und der Damenclub                                                   |          | 1984 |
| 260 | Harald M. Wippenbeck | Die Rasthauslady                                                            |          | 1984 |
| 261 | Gisela de Fries      | Arischa muß wieder auf den Strich                                           |          | 1984 |
| 262 | Henry Seymour        | Kreuzfahrt-Tüllen                                                           |          | 1984 |
| 263 | Gisela de Fries      | Alle Damen reißen sich um Fritz                                             | SHE      | 1984 |
| 264 | Lisa Thomsen         | Verloren auf St. Pauli                                                      |          | 1984 |
| 265 | Gisela de Fries      | Liebe auf Gutschein                                                         |          | 1984 |
| 266 | Henry Seymour        | Der Scheidungsgrund                                                         |          | 1984 |
| 267 | Gisela de Fries      | Zugvögel                                                                    |          | 1984 |
| 268 | Gisela de Fries      | Gefangen im goldenen Käfig                                                  | SHE      | 1984 |
| 269 | Harald M. Wippenbeck | Jet-Set-Schwalbe lebt gefahrvoll                                            |          |      |
| 270 | Henry Seymour        | Der Freier mit der Aktentasche                                              |          |      |
| 271 | Gisela de Fries      | Der Dirnenkrieg                                                             |          |      |
| 272 | Gisela de Fries      | Die Vergangenheit holt jeden ein                                            | SHE      |      |
| 273 | Gisela de Fries      | Ins Verderben gelockt                                                       |          |      |
| 274 | Henry Seymour        | Die schöne Cubanerin                                                        |          |      |
| 275 | Gisela de Fries      | Ein Mädchen für alle Fälle                                                  |          |      |
| 276 | Gisela de Fries      | Der Liebling vom Bordell                                                    | SHE      |      |
| 277 | Lisa Thomsen         | Unterricht in Sachen Liebe                                                  |          |      |
| 278 | Gisela de Fries      | Die Automieze                                                               |          |      |
| 279 | Henry Seymour        | Sumpfblüte im Blue Bayou                                                    |          |      |
| 280 | Gisela de Fries      | Das Schokogirl                                                              |          |      |
| 281 | Gisela de Fries      | Schreck in der Badestube                                                    |          |      |
| 282 | Gisela de Fries      | Peinliches Wiedersehen                                                      |          |      |
| 283 | Henry Seymour        | Bordell in Nobelgegend                                                      |          |      |
| 284 | Gisela de Fries      | Rache der hungrigen Dirnen                                                  |          |      |
| 285 | Gisela de Fries      | Ende einer Irrfahrt                                                         | SHE      |      |
| 286 | Dieter Adam          | Das Etablissement des Moralapostels                                         |          |      |
| 287 | Gisela de Fries      | Der verfluchte Job                                                          |          | 1985 |
| 288 | Gisela de Fries      | Steffi und die Erotik-Ingenieure                                            |          | 1985 |
| 289 | Harald M Wippenbeck  | Sündenengel wider Willen                                                    |          | 1985 |
| 290 | Gisela de Fries      | Wo die Liebe hinfällt                                                       | SHE      | 1985 |
| 291 | Henry Seymour        | Zur Heilung auf den Strich                                                  |          | 1985 |
| 292 | Gisela de Fries      | Die Tempeltänzerin                                                          |          | 1985 |
| 293 | Gisela de Fries      | Schaustück zum Gebrauch                                                     |          | 1985 |
| 294 | Gisela de Fries      | Der Schatten des Mörders                                                    |          | 1985 |
| 295 | Henry Seymour        | Zur Prostitution gezwungen                                                  |          | 1985 |
| 296 | Gisela de Fries      | Hunderttausend für ein Kind                                                 |          | 1985 |
| 297 | Gisela de Fries      | Nur Geld war ihr wichtig                                                    |          | 1985 |
| 298 | Gisela de Fries      | Die Rockerbraut                                                             |          | 1985 |
| 299 | Henry Seymour        | Teamwork mit Schönheitsfehlern                                              |          | 1985 |
| 300 | Gisela de Fries      | Fremden Blicken ausgesetzt                                                  | SHE      |      |
| 301 | Gisela de Fries      | Dirne auf Messen                                                            |          |      |
| 302 | Henry Seymour        | Jagd nach Leonas Geld                                                       |          |      |
| 303 | Lisa Thomsen         | Die kühle Blonde mit dem heißen Ofen                                        |          |      |
| 304 | Gisela de Fries      | Das Heustadl-Madl                                                           | SHE      |      |
| 305 | Gisela de Fries      | Entführung im Sexshop                                                       |          |      |
| 306 | Lisa Thomsen         | Es ist was faul im Puppennest                                               |          | 1986 |
| 307 | Henry Seymour        | Zum Liebesdienst erpreßt                                                    |          | 1986 |
| 308 | Gisela de Fries      | Ein Toter unterm Bett                                                       | SHE      | 1986 |
| 309 | Lisa Thomsen         | Lavendel-Glorias letzter Wille                                              |          | 1986 |
| 310 | Gisela de Fries      | Flucht auf die Insel                                                        |          | 1986 |
| 311 | Anne Karen           | Angst im Milieu                                                             |          | 1986 |
| 312 | Gisela de Fries      | Elfis anderes Leben                                                         | SHE      | 1986 |
| 313 | Henry Seymour        | Als Stripperin zum Film                                                     |          | 1986 |
| 314 | Gisela de Fries      | Die Zeltbiene                                                               |          | 1986 |
| 315 | Henry Seymour        | Die zweifelhafte Party                                                      |          | 1986 |
| 316 | Gisela de Fries      | Zuflucht im Bordell                                                         | SHE      | 1986 |
| 317 | Gisela de Fries      | Der Landstrich                                                              |          | 1986 |
| 318 | Anne Karen           | Mollys Rache                                                                |          | 1986 |
| 319 | Gisela de Fries      | Zeig, was du kannst                                                         |          | 1986 |
| 320 | Dieter Adam          | Neues Sex fürs Ehebett                                                      |          | 1986 |
| 321 | Gisela de Fries      | Valeska braucht eine Schwiegermutter                                        | SHE      | 1986 |
| 322 | Lisa Thomsen         | Geliehene Träume                                                            |          | 1986 |
| 323 | Henry Seymour        | Schmetterling mit verbrannten Flügeln                                       |          | 1986 |
| 324 | Anne Karen           | Im Wartezimmer der Hölle                                                    |          | 1986 |
| 325 | Gisela de Fries      | Ich hasse alle Männer                                                       | SHE 19   | 1986 |
| 326 | Lisa Thomsen         | Carmens Aufstieg und Fall                                                   |          | 1986 |
| 327 | Theo Dombrowski      | Gesellschafterin für reiche Männer                                          |          | 1986 |
| 328 | Henry Seymour        | Lucia – Liebesamsel im Käfig                                                |          | 1986 |
| 329 | Anne Karen           | Mädchen für Hongkong                                                        |          | 1986 |
| 330 | Lisa Thomsen         | Ein zweifelhaftes Glück / Erbstück                                          |          | 1986 |
| 331 | Henry Seymour        | Lily spielt Sekretärin                                                      |          | 1986 |
| 332 | Gisela de Fries      | Das Bananengirl                                                             | SHE 18   | 1986 |
| 333 | Theo Dombrowski      | Verraten und verkauft                                                       |          | 1986 |
| 334 |                      | Endlich wieder frei (?)                                                     |          | 1986 |
| 335 | Frank Herbert        | Die heimliche Dirne                                                         |          | 1986 |
| 336 | Gisela de Fries      | Mädchen für besondere Wünsche                                               | SHE      | 1986 |
| 337 | Alexander Stahl      | Judys Glück am Zuckerhut                                                    |          | 1986 |
| 338 | Gisela de Fries      | Auf den Stufen zum Erfolg                                                   |          | 1986 |
| 339 | Lisa Thomsen         | Zum Spionieren verpflichtet                                                 |          | 1986 |
| 340 | Gisela de Fries      | Fünf heiße Damen unterwegs                                                  | SHE      | 1986 |
| 341 | Henry Seymour        | Das Vogelmädchen wird flügge                                                |          | 1986 |
| 342 | Anne Karen           | Die Messestadt-Miezen                                                       |          | 1986 |
| 343 | Theo Dombrowski      | Beatrice kommt vom Regen in die Traufe                                      |          | 1986 |
| 344 | Gisela de Fries      | Die Neue unter Verdacht                                                     | SHE      | 1986 |
| 345 | Lisa Thomsen         | Schönes wildes Taigakätzchen                                                |          | 1986 |
| 346 | Gisela de Fries      | Kalt und berechnend                                                         |          | 1986 |
| 347 | Alexander Stahl      | Terrys Strichwechsel                                                        |          | 1986 |
| 348 | Henry Seymour        | Sklavin der käuflichen Liebe                                                |          | 1986 |
| 349 | Anne Karen           | Schöne Blume des Orients                                                    |          | 1986 |
| 350 | Gisela de Fries      | Festtagsstimmung im Bordell                                                 | SHE      |      |
| 351 | Henry Seymour        | Erbschaft und Berufsverbot                                                  |          |      |
| 352 | Gisela de Fries      | Seitensprung ins Wasser                                                     |          |      |
| 353 | Anne Karen           | Sündenengels Höllenfahrt                                                    |          | 1987 |
| 354 | Gisela de Fries      | Zwangsurlaub für Lola                                                       | SHE      | 1987 |
| 355 | Alexander Stahl      | Irrweg einer Taxifahrerin                                                   |          | 1987 |
| 356 | Theo Dombrowski      | Ein Callgirl als Mittel zum Zweck                                           |          | 1987 |
| 357 | Lisa Thomsen         | Es geht rund im Nuckelpützchen                                              |          | 1987 |
| 358 | Gisela de Fries      | Eine dufte Biene                                                            |          | 1987 |
| 359 | Anne Karen           | Im Penthouse der Domina                                                     |          | 1987 |
| 360 | Anne Karen           | Schmuckstück der Herrenparty                                                |          | 1987 |
| 361 | Anne Karen           | Die zwei Leben von Bella                                                    |          | 1987 |
| 362 | Gisela de Fries      | Ein Mäuschen im Pferdestall                                                 | SHE      | 1987 |
| 363 | Henry Seymour        | In der Hand von Erpressern                                                  |          | 1987 |
| 364 | Gisela de Fries      | Der andere Weg zur Hölle                                                    |          | 1987 |
| 365 | Dieter Adam          | Das Freudenhaus im Spessartgrund                                            |          | 1987 |
| 366 | Alexander Stahl      | Liebe zwischen Himmel und Erde                                              |          | 1987 |
| 367 | Gisela de Fries      | Eine Straßentülle rettet das Eckhaus                                        | SHE      | 1987 |
| 368 | Anne Karen           | Belinda wird zur heißen Hexe                                                |          | 1987 |
| 369 | Theo Dombrowski      | Das schwimmende Bordell                                                     |          | 1987 |
| 370 |                      | Dem Bruder zuliebe zur Dirne geworden (?)                                   |          | 1987 |
| 371 | Gisela de Fries      | Shivas Tanz auf der Rampe                                                   | SHE      | 1987 |
| 372 | Lisa Thomsen         | Die geraubte Vergangenheit                                                  |          | 1987 |
| 373 | Gisela de Fries      | Neue Mädchen haben’s leichter                                               |          | 1987 |
| 374 | Theo Dombrowski      | Verschollen in Rawalpindi                                                   |          | 1987 |
| 375 | Gisela de Fries      | Opas heimliche Liebe                                                        | SHE      | 1987 |
| 376 | Lisa Thomsen         | Im Würgegriff der Unterwelt                                                 |          | 1987 |
| 377 | Anne Karen           | Zu Tode geliebt                                                             |          | 1987 |
| 378 | Henry Seymour        | Eine Dirne für den General                                                  |          | 1987 |
| 379 | Gisela de Fries      | Schaumspiele im Bordell                                                     |          | 1987 |
| 380 | Dieter Adam          | Dirnendienst im Staatsauftrag                                               |          | 1987 |
| 381 | Anne Karen           | Disco-Sex belebt das Geschäft                                               |          | 1987 |
| 382 | Theo Dombrowski      | Lockruf des Geldes                                                          |          | 1987 |
| 383 | Alexander Stahl      | Das erotische Urlaubsparadies                                               |          | 1987 |
| 384 | Gisela de Fries      | Stefan wird umgepolt                                                        |          | 1987 |
| 385 | Dieter Adam          | Dicke Luft in St. Katrein                                                   |          | 1987 |
| 386 | Alexander Stahl      | Das Mädchen aus der Peep-Show                                               |          | 1987 |
| 387 | Gisela de Fries      | Im Eckhaus wird's exotisch (auch als: Im Haus an der Ecke wird es exotisch) | SHE 22   | 1987 |
| 388 | Henry Seymour        | Debbie auf dem Kriegspfad                                                   |          |      |
| 389 | Theo Dombrowski      | Die neue Masche in Spanien                                                  |          |      |
| 390 | Anne Karen           | Lady Love erreicht ihr Ziel                                                 |          | 1988 |
| 391 | Gisela de Fries      | Dirne der Schulden wegen                                                    | SHE 08   |      |
| 392 | Theo Dombrowski      | Einmal Hongkong und zurück                                                  |          | 1988 |
| 393 | Alexander Stahl      | Süßer Duft in der Schwalbenburg                                             |          | 1988 |
| 394 | Henry Seymour        | Mandys mißlungene Flucht                                                    |          | 1988 |
| 395 | Gisela de Fries      | Das Kind der Schwester                                                      | SHE 19   | 1988 |
| 396 | Lisa Thomsen         | Eine Lotosblume wird geknickt                                               |          | 1988 |
| 397 | Theo Dombrowski      | Manuelas Horrortrip                                                         |          | 1988 |
| 398 | Anne Karen           | Gefangen auf der Liebesinsel                                                |          | 1988 |
| 399 | Lisa Thomsen         | Eine Dirne rächt sich                                                       |          | 1988 |
| 400 | Theo Dombrowski      | Das blaublütige Callgirl                                                    |          | 1988 |
| 401 | Alexander Stahl      | Lilo und die Geisterbahn                                                    |          | 1988 |
| 402 | Anne Karen           | Als die Maske fiel                                                          |          | 1988 |
| 403 | Gisela de Fries      | Das schlimme Erlebnis im Wald                                               | SHE      | 1988 |
| 404 | Henry Seymour        | Pack die Träume ein, Bianca                                                 |          | 1988 |
| 405 | Gisela de Fries      | Die vergessene Rache                                                        |          | 1988 |
| 406 | Theo Dombrowski      | Liebe im Milieu                                                             |          | 1988 |
| 407 | Gisela de Fries      | Elenas Angst und Glück                                                      | SHE 04   | 1988 |
| 408 | Henry Seymour        | Das Mädchen im Käfig                                                        |          | 1988 |
| 409 | Gisela de Fries      | Vom Gewissen geplagt                                                        |          | 1988 |
| 410 | Alexander Stahl      | Hausball im Bordell                                                         |          | 1988 |
| 411 | Anne Karen           | Wenn ein Alptraum wahr wird                                                 |          | 1988 |
| 412 | Gisela de Fries      | Der lukrative Nebenjob                                                      | SHE 15   | 1988 |
| 413 | Lisa Thomsen         | Wilde Nächte in Barcelona                                                   |          | 1988 |
| 414 | Henry Seymour        | Die Leoparden-Lilly von Liverpool                                           |          | 1988 |
| 415 | Anne Karen           | Sherees dicker Fisch                                                        |          | 1988 |
| 416 | Gisela de Fries      | Gegenseitig ausgetrickst                                                    | SHE 11   | 1988 |
| 417 | Theo Dombrowski      | Die Neue im Bordell                                                         |          | 1988 |
| 418 | Lisa Thomsen         | Eine Dirne lernt die Liebe                                                  |          | 1988 |
| 419 | Gisela de Fries      | Böses Erwachen (auch als Das böse Erwachen)                                 | SHE 01   | 1988 |
| 420 | Berthold Garden      | Verspielt und gewonnen                                                      |          | 1988 |
| 421 | Theo Dombrowski      | Ein gefährlicher Job                                                        |          | 1988 |
| 422 | Henry Seymour        | Kein Glück in Kingston                                                      |          | 1988 |
| 423 | Berthold Garden      | Die übernommene Schuld                                                      |          | 1988 |
| 424 | Gisela de Fries      | Hanna macht mobil                                                           | SHE 09   | 1988 |
| 425 | Anne Karen           | Die Rache der Fair Lady                                                     |          | 1988 |
| 426 | Alexander Stahl      | Das Betthäschen vom Möbelhaus                                               |          | 1988 |
| 427 | Gisela de Fries      | Fahrkarte in die Hölle                                                      |          | 1988 |
| 428 |                      |                                                                             |          |      |
| 429 | Gisela de Fries      | Die Widerspenstige                                                          | SHE      | 1988 |
| 430 | Lisa Thomsen         | Endstation Napoli                                                           |          | 1988 |
| 431 | Henry Seymour        | Ein Trip in den Sumpf                                                       |          | 1988 |
| 432 | Carina Castello      | Die große Verdienerin verliert                                              |          | 1988 |
| 433 | Berthold Garden      | Henny und der Killer vom Kiez                                               |          | 1988 |
| 434 | Gisela de Fries      | Das Mädchen aus dem Orient                                                  | SHE 24   | 1988 |
| 435 | Theo Dombrowski      | Träume in der Südsee                                                        |          | 1988 |
| 436 | Dieter Adam          | Die mobile Freudentruppe                                                    |          | 1988 |
| 437 | Lisa Thomsen         | Wenn Dirnen eine Reise tun                                                  |          | 1988 |
| 438 | Gisela de Fries      | Heimkehr zur Liebe (auch als: Ilonas Heimkehr zur Liebe)                    | SHE 16   | 1988 |
| 439 | Alexander Stahl      | Die Aerobic-Mieze                                                           |          | 1988 |
| 440 | Henry Seymour        | Marilyn – die Traumrolle                                                    |          | 1988 |
| 441 | Carina Castello      | Die Dirne mit den Mandelaugen                                               |          | 1988 |
| 442 | Gisela de Fries      | Cäcil spielt zu hoch                                                        | SHE 23   | 1988 |
| 443 | Anne Karen           | Das Geld des Mafioso                                                        |          | 1988 |
| 444 | Lisa Thomsen         | Das Schätzchen vom Montmartre                                               |          | 1988 |
| 445 | Gisela de Fries      | Ein hoher Einsatz                                                           |          | 1988 |
| 446 | Dieter Adam          | Von der Ehefrau zum Callgirl                                                |          | 1988 |
| 447 | Theo Dombrowski      | Kim als Mittel zum Zweck                                                    |          | 1988 |
| 448 | Gisela de Fries      | Verlorene Kinder                                                            |          | 1988 |
| 449 | Berthold Garden      | Schwarze Messe mit Mordabsicht                                              |          | 1988 |
| 450 | Henry Seymour        | Als Jungfrau ins Bordell                                                    |          | 1988 |
| 451 | Gisela de Fries      | Mareks Umkehr                                                               | SHE      | 1988 |
| 452 | Theo Dombrowski      | Fatimehs gefährlicher Job                                                   |          | 1988 |
| 453 | Anne Karen           | Zerstörte Hoffnungen                                                        |          | 1988 |
| 454 | Alexander Stahl      | Liebe International                                                         |          | 1988 |
| 455 | Gisela de Fries      | Hanna ist verschwunden                                                      | SHE      | 1989 |
| 456 | Lisa Thomsen         | Eine Dirne will anständig werden                                            |          | 1989 |
| 457 | Uwe Helmut Grave     | Überraschungen im Waldbordell                                               |          | 1989 |
| 458 | Henry Seymour        | Import aus Afrika                                                           |          | 1989 |
| 459 | Gisela de Fries      | Jenny und die Heilsarmee                                                    | SHE      | 1989 |
| 460 | Carina Castello      | Die Lady vom Strich                                                         |          | 1989 |
| 461 | Theo Dombrowski      | Freudenmädchen im Serail                                                    |          | 1989 |
| 462 | Lisa Thomsen         | In der Hölle der Macht                                                      |          | 1989 |
| 463 | Gisela de Fries      | Verwirrung im Milieu                                                        |          | 1989 |
| 464 | Henry Seymour        | Cowboys und leichte Mädchen                                                 |          | 1989 |
| 465 | Lisa Thomsen         | Sex für eine Unterschrift                                                   |          | 1989 |
| 466 | Alexander Stahl      | Der King ist eine Frau                                                      |          | 1989 |
| 467 | Henry Seymour        | Geld ist an allem schuld                                                    |          | 1989 |
| 468 | Dieter Adam          | Orientalische Nacht auf See                                                 |          | 1989 |
| 469 | Gisela de Fries      | Die ungewöhnliche Nacht                                                     | SHE      | 1989 |
| 470 | Theo Dombrowski      | In den Fängen eines Dämons                                                  |          | 1989 |
| 471 | Anne Karen           | Eine Falle für den Wolf                                                     |          | 1989 |
| 472 | Berthold Garden      | Juttas letzter Gast                                                         |          | 1989 |
| 473 | Henry Seymour        | Geborgtes Geld bringt Glück                                                 |          | 1989 |
| 474 | Gisela de Fries      | Gwen und der Nußknacker                                                     | SHE 21   | 1989 |
| 475 | Carina Castello      | Heißer Strip im Odenwald                                                    |          | 1989 |
| 476 | Alexander Stahl      | Kaltes Öl und heiße Mädchen                                                 |          | 1989 |
| 477 | Lisa Thomsen         | Als das Glück zu Frieda kam                                                 |          | 1989 |
| 478 | Gisela de Fries      | Der Theaterbesuch                                                           | SHE      | 1989 |
| 479 | Henry Seymour        | Wenn eine Dirne sich verliebt                                               |          | 1989 |
| 480 | Carina Castello      | Der Abstieg                                                                 |          | 1989 |
| 481 | Theo Dombrowski      | Die falsche Elena                                                           |          | 1989 |
| 482 | Gisela de Fries      | Vom Luden vereinnahmt                                                       |          | 1989 |
| 483 | Henry Seymour        | Gefangene der Sucht                                                         |          | 1989 |
| 484 | Alexander Stahl      | Maskottchen der Fernfahrer                                                  |          | 1989 |
| 485 | Gisela de Fries      | Kein Schmusekätzchen fürs Eckhaus Nr. 7                                     | SHE      | 1989 |
| 486 | Anne Karen           | Das Erwachen kam zu spät                                                    |          | 1989 |
| 487 | Theo Dombrowski      | Verraten, verkauft und entführt                                             |          | 1989 |
| 488 | Carina Castello      | Die Dirne aus dem Bayerwald                                                 |          | 1989 |
| 489 | Henry Seymour        | Nobelbordell am Rand der Wüste                                              |          | 1989 |
| 490 | Lisa Thomsen         | Ninas zweifelhafte Kunden                                                   |          | 1989 |
| 491 | Gisela de Fries      | Hochzeit in der Villa                                                       | SHE      | 1989 |
| 492 | Henry Seymour        | Palast der Lüste                                                            |          | 1989 |
| 493 | Alexander Stahl      | Das Glückwunsch-Mädchen                                                     |          | 1989 |
| 494 | Gisela de Fries      | Von der Truckerbraut zum Lockvogel                                          |          | 1989 |
| 495 | Gisela de Fries      | Süchtig auf das süße Leben                                                  |          | 1989 |
| 496 | Theo Dombrowski      | Die Reise nach Istanbul                                                     |          | 1989 |
| 497 | Anne Karen           | Die heiße Nummer                                                            |          | 1989 |
| 498 | Carina Castello      | Hellas großer Tag                                                           |          | 1989 |
| 499 | Gisela de Fries      | Mieze auf dem Traumschiff                                                   | SHE      | 1989 |
| 500 | Dieter Adam          | Der Zweck heiligt die Mittel                                                |          | 1989 |
| 501 | Henry Seymour        | Zerstörte Illusionen                                                        |          | 1989 |
| 502 | Gisela de Fries      | Vom Freier erkannt                                                          | SHE 07   | 1989 |
| 503 | Theo Dombrowski      | Im Dienst der Diplomatie                                                    |          | 1989 |
| 504 | Anne Karen           | Wer sich in Gefahr begibt …                                                 |          | 1989 |
| 505 | Dieter Adam          | Ein falscher Stern am Himmel                                                |          | 1989 |
| 506 | Gisela de Fries      | Unerkannt von Freiern begehrt                                               | SHE 02   | 1989 |
| 507 | Carina Castello      | Wo Träume ins Wasser fallen                                                 |          | 1989 |
| 508 | Henry Seymour        | Aufruhr im Massagesalon                                                     |          | 1989 |
| 509 | Alexander Stahl      | Trimmpfad zum Sex                                                           |          | 1989 |
| 510 | Gisela de Fries      | Der Weg aus dem Dunkel                                                      | SHE 13   |      |
| 511 | Theo Dombrowski      | Ferien auf dem Bauernhof                                                    |          |      |
| 512 | Henry Seymour        | Marsha in der Mädchenfalle                                                  |          |      |
| 513 | Lisa Thomsen         | La Leonas Töchter                                                           |          |      |
| 514 | Gisela de Fries      | Schlechter Lohn für guten Willen                                            | SHE 10   | 1990 |
| 515 | Carina Castello      | Verliebt in einen Spieler                                                   |          | 1990 |
| 516 | Henry Seymour        | Mißbrauchtes Vertrauen                                                      |          | 1990 |
| 517 | Alexander Stahl      | Vom Film entdeckt                                                           |          | 1990 |
| 518 | Theo Dombrowski      | Heiße Nächte in Mombasa                                                     |          | 1990 |
| 519 | Anne Karen           | Nesthäkchen auf Abwegen                                                     |          | 1990 |
| 520 | Henry Seymour        | Kikis Reise nach Amerika                                                    |          | 1990 |
| 521 | Gisela de Fries      | Der Traum ist aus                                                           | SHE 20   | 1990 |
| 522 |                      |                                                                             |          |      |
| 523 | Carina Castello      | Die Dirnen vom Ku’damm                                                      |          | 1990 |
| 524 | Henry Seymour        | Ein gefährlicher Job                                                        |          | 1990 |
| 525 | Gisela de Fries      | Auf dem Weg zur Rache                                                       | SHE 03   | 1990 |
| 526 | Anne Karen           | Die Idee mit dem Lust-Haus                                                  |          | 1990 |
| 527 | Theo Dombrowski      | Wallys Reise nach Indien                                                    |          | 1990 |
| 528 | Uwe Helmut Grave     | Das schwer verdiente leichte Geld                                           |          | 1990 |
| 529 | Henry Seymour        | Die ehrliche Dirne                                                          |          | 1990 |
| 530 | Alexander Stahl      | Kunst im Milieu                                                             |          | 1990 |
| 531 | Dieter Adam          | Flucht in die Hölle                                                         |          | 1990 |
| 532 | Henry Seymour        | Rubys heiße Nächte                                                          |          | 1990 |
| 533 | Gisela de Fries      | Ein heißer Tag im Eckhaus Nr. 7                                             | SHE      | 1990 |
| 534 | Carina Castello      | Einmal Dirne – immer Dirne                                                  |          | 1990 |
| 535 | Theo Dombrowski      | Altes Schloß und junge Mädchen                                              |          | 1990 |
| 536 | Lisa Thomsen         | Als Pferdchen beim Schwarzen Kreuz                                          |          | 1990 |
| 537 | Henry Seymour        | Mit den Waffen einer Dirne                                                  |          | 1990 |
| 538 | Anne Karen           | Mißbrauchtes Vertrauen                                                      |          | 1990 |
| 539 | Carina Castello      | Aus Schaden nichts gelernt                                                  |          | 1990 |
| 540 | Gisela de Fries      | Als Dirne mißbraucht                                                        |          | 1990 |
| 541 | Henry Seymour        | Sherrys Flucht in die Wüste                                                 |          | 1990 |
| 542 | Alexander Stahl      | Callgirl beim fliegenden Personal                                           |          | 1990 |
| 543 | Gisela de Fries      | Das Mädchen aus den Dünen                                                   | SHE      | 1990 |
| 544 | Theo Dombrowski      | Mit 2 PS ins Grüne                                                          |          | 1990 |
| 545 | Anne Karen           | Fit durch Sex                                                               |          | 1990 |
| 546 | Henry Seymour        | Auf Lucy ist Verlaß                                                         |          | 1990 |
| 547 | Gisela de Fries      | Vom Muttersöhnchen verfolgt                                                 | SHE      | 1990 |
| 548 | Carina Castello      | Ein neuer Lude für Helen                                                    |          | 1990 |
| 549 | Theo Dombrowski      | Nach Bangkok der Liebe wegen                                                |          | 1990 |
| 550 | Anne Karen           | Edwinas Tour durch Europa                                                   |          | 1990 |
| 551 | Henry Seymour        | Der Schlüssel zu einem neuen Leben                                          |          | 1990 |
| 552 | Carina Castello      | Ein Mädchen der Madame F.                                                   |          | 1990 |
| 553 | Theo Dombrowski      | Keine Chance in Hongkong                                                    |          | 1990 |
| 554 | Berthold Garden      | Jenny nimmt Abschied                                                        |          | 1990 |
| 555 | Gisela de Fries      | Keine Spur von fernöstlicher Sanftmut                                       |          | 1990 |
| 556 | Anne Karen           | Die Doppelgängerin                                                          |          | 1990 |
| 557 | Henry Seymour        | Reise ins Ungewisse                                                         |          | 1990 |
| 558 | Alexander Stahl      | Pension „zum fröhlichen Erwachen“                                           |          | 1990 |
| 559 | Carina Castello      | Der Freundschaftsdienst                                                     |          | 1990 |
| 560 | Henry Seymour        | Hübsch verpackt ist halb geschenkt                                          |          |      |
| 561 | Gisela de Fries      | Tag der offenen Tür im Eckhaus Nr. 7                                        | SHE      |      |
| 562 | Anne Karen           | Das beste Mädchen vom Callgirlring                                          |          | 1991 |
| 563 | Alexander Stahl      | Die diebische Dirne                                                         |          | 1991 |
| 564 | Carina Castello      | Die Lady von der Landstraße                                                 |          | 1991 |
| 565 | Henry Seymour        | Teddybär läßt grüßen                                                        |          | 1991 |
| 566 | Theo Dombrowski      | Der Tag der Freiheit und der Rache                                          |          | 1991 |
| 567 | Lisa Thomsen         | Dirnen, Drogen und Moneten                                                  |          | 1991 |
| 568 | Uwe Helmut Grave     | Scharfe Worte am Telefon                                                    |          | 1991 |
| 569 | Gisela de Fries      | Nie wieder reisen                                                           | SHE      | 1991 |
| 570 | Carina Castello      | Über den Strich gestolpert                                                  |          | 1991 |
| 571 | Henry Seymour        | Eine Frau wie Goldie                                                        |          | 1991 |
| 572 | Dieter Adam          | Ein verirrtes Schaf findet heim                                             |          | 1991 |
| 573 | Alexander Stahl      | Gute Nacht, Petra!                                                          |          | 1991 |
| 574 | Carina Castello      | Karriere in Hollywood                                                       |          | 1991 |
| 575 | Gisela de Fries      | Die Geburtstagsparty                                                        | SHE      | 1991 |
| 576 | Henry Seymour        | Der Blaue Engel läßt grüßen                                                 |          | 1991 |
| 577 | Anne Karen           | In den Händen von Teufeln                                                   |          | 1991 |
| 578 | Uwe Helmut Grave     | Das Kuckucksei                                                              |          | 1991 |
| 579 | Gisela de Fries      | Ein zu hoher Einsatz                                                        | SHE      | 1991 |
| 580 | Henry Seymour        | Das Dschungel-Girl                                                          |          | 1991 |
| 581 | Anne Karen           | Vom Scriptgirl zum Sexgirl                                                  |          | 1991 |
| 582 | Dieter Adam          | Enttäuscht vom versprochenen Paradies                                       |          | 1991 |
| 583 | Carina Castello      | Von einem Dealer gerettet                                                   |          | 1991 |
| 584 | Henry Seymour        | Die schuldlose Dirne                                                        |          | 1991 |
| 585 | Alexander Stahl      | Dem Bräutigam davongelaufen                                                 |          | 1991 |
| 586 | Lisa Thomsen         | Einem Mädchenhandel auf der Spur                                            |          | 1991 |
| 587 | Theo Dombrowski      | Ein Callgirl lebt gefährlich                                                |          | 1991 |
| 588 | Henry Seymour        | Cherrys Geldmangel treibt sonderbare Blüten                                 |          | 1991 |
| 589 | Anne Karen           | Wie Pech und Schwefel                                                       |          | 1991 |
| 590 | Uwe Helmut Grave     | Das Haus der tausend Träume                                                 |          | 1991 |
| 591 | Henry Seymour        | Das Risiko des Spiels                                                       |          | 1991 |
| 592 | Theo Dombrowski      | Der Hauptgewinn                                                             |          | 1991 |
| 593 | Henry Seymour        | Es ist noch einmal gutgegangen                                              |          | 1991 |
| 594 | Gisela de Fries      | Der Polterabend                                                             | SHE 25   | 1991 |
| 595 | Gisela de Fries      | Süchtig auf das süße Leben                                                  |          | 1991 |
| 596 | Henry Seymour        | Ihre Waffe war Sex                                                          |          | 1991 |
| 597 | Alexander Stahl      | Von der Masseurin zur Masseuse                                              |          | 1991 |
| 598 | Gisela de Fries      | Die Hochzeit                                                                | SHE 14   | 1991 |
| 599 | Henry Seymour        | Das Callgirl und der Politiker                                              |          | 1991 |
| 600 | Carina Castello      | Biggis Zuhälterverbrauch                                                    |          | 1991 |
| 601 | Uwe Helmut Grave     | Schloßfestspiele                                                            |          | 1991 |
| 602 | Anne Karen           | Der Platz an der Sonne                                                      |          | 1991 |
| 603 | Henry Seymour        | Bis ans Ende der Welt                                                       |          | 1991 |
| 604 | Carina Castello      | Petra hat Flausen im Kopf                                                   |          | 1991 |
| 605 | Lisa Thomsen         | Weiße Nacht an der Neva                                                     |          | 1991 |
| 606 | Anne Karen           | Das Geschäft mit einem Wilden                                               |          | 1991 |
| 607 | Henry Seymour        | Vom Strich an die Schreibmaschine                                           |          | 1991 |
| 608 | Dieter Adam          | Tagebuch einer Dirne                                                        |          | 1991 |
| 609 | Theo Dombrowski      | Die Liebeslotterie                                                          |          | 1991 |
| 610 | Carina Castello      | Anuschka und das Puffgespenst                                               |          | 1991 |
| 611 | Uwe Helmut Grave     | Die erotischen Träume der Carola H.                                         |          | 1991 |
| 612 | Henry Seymour        | Die schwarze Venus                                                          |          | 1991 |
| 613 | Gisela de Fries      | Die Unschuld vom Land                                                       | SHE      | 1991 |
| 614 | Anne Karen           | Die Nichte des Mafioso                                                      |          | 1991 |
| 615 | Alexander Stahl      | Ein Schleier über der Vergangenheit                                         |          | 1991 |
| 616 | Lisa Thomsen         | Heißes Pflaster Sachsen                                                     |          | 1991 |
| 617 | Uwe Helmut Grave     | Das sündige Leben der Julia Mangold                                         |          | 1991 |
| 618 | Carina Castello      | Der rote Renner                                                             |          | 1992 |
| 619 | Alexander Stahl      | Francescas Weissagungen                                                     |          | 1992 |
| 620 | Uwe Helmut Grave     | Es ist ein Kreuz mit der Ehrlichkeit                                        |          | 1992 |
| 621 | Carina Castello      | Rotlicht und Traumschiff                                                    |          | 1992 |
| 622 | Lisa Thomsen         | Sündennächte in Marbella                                                    |          | 1992 |
| 623 | Gisela de Fries      | Ausgenutzt und verkauft                                                     | SHE      | 1992 |
| 624 | Anne Karen           | Glendas zweifelhafter Aufstieg                                              |          | 1992 |
| 625 | Alexander Stahl      | Ein Callgirl geht aufs Land                                                 |          | 1992 |
| 626 | Uwe Helmut Grave     | Die Testamentseröffnung                                                     |          | 1992 |
| 627 | Gisela de Fries      | Sonjas Irrtum                                                               | SHE      | 1992 |
| 628 | Theo Dombrowski      | Du kannst alle Angst vergessen                                              |          | 1992 |
| 629 | Carina Castello      | Die Schöne von Marseille                                                    |          | 1992 |
| 630 | Anne Karen           | Kein leichtes Leben für Diane                                               |          | 1992 |
| 631 | Lisa Thomsen         | Das scharfe Duo                                                             |          | 1992 |
| 632 | Uwe Helmut Grave     | Gelungene Täuschung                                                         |          | 1992 |
| 633 | Henry Seymour        | Eine Aristokratin als Callgirl                                              |          | 1992 |
| 634 | Theo Dombrowski      | Die Reise in den Süden                                                      |          | 1992 |
| 635 | Alexander Stahl      | Carmen und der Spanner                                                      |          | 1992 |
| 636 | Uwe Helmut Grave     | Im Dunkel der Nacht                                                         |          | 1992 |
| 637 | Anne Karen           | Zerschlagene Träume                                                         |          | 1992 |
| 638 | Carina Castello      | Der Baron vom Kiez                                                          |          | 1992 |
| 639 | Gisela de Fries      | Lauras selbstlose Hilfe                                                     | SHE      | 1992 |
| 640 | Uwe Helmut Grave     | Carmen und der Spanner                                                      |          | 1992 |